# Tino di Gianciotto Malatesta
Tino di Gianciotto Malatesta (Rimini, s. XIII-XIV) va ser un noble italià.
Va ser fill de Gianciotto Malatesta i de la seva muller Ginebresina. Segons Clementini, el seu nom és sols «Tino», d'acord amb el testament del seu avi. El 1307, amb el seu germà Ramberto i altres membres de la família, va ser emancipat de la pàtria potestat.
Segons Zambrini, Tino va morir poc després del seu pare, la mort del qual està documentada el 1304. Va tenir diversos fills: Giovanna, casada amb el comte de Castiglione, Giovanni o Gianne, que va estar associat al seu oncle Ramberto, Niccolò i Lodovico.